# Период действия авторских прав

Карта периодов действия авторских прав по странам
100 лет после жизни автора
99 лет после жизни автора
80 лет после жизни автора
75 лет после жизни автора
70 лет после жизни автора
60 лет после жизни автора
50 лет после жизни автора
Минимальный срок Бернской конвенции (50 лет после жизни автора, за исключением фотографий)
Минимальный срок соглашения ТРИПС (50 лет после жизни автора)
30 лет после жизни автора
25 лет после жизни автора
Неизвестно

Расширение периода действия авторских прав в США (при условии, что авторы создали свои работы в 35 лет и жили 70 лет)

Период действия авторских прав, или срок действия авторских прав, — период времени, в течение которого действует авторское право на произведение. После истечения данного периода произведение переходит в общественное достояние.
Авторское право действует в течение различного периода времени в разных странах. Длина срока может зависеть от различных факторов, включая тип работы (например, музыкальная композиция или роман), была ли работа опубликована или нет и была ли работа создана физическим или юридическим лицом. В большинстве стран мира авторские права действуют в течение жизни автора и либо 50, либо 70 лет после его смерти. В большинстве стран авторские права перестают действовать в конце календарного года, который находится под вопросом.
Международные соглашения, такие как Бернская конвенция, устанавливают минимальный период действия авторских прав, но они действуют только для стран-подписантов, а отдельные страны могут устанавливать более длинные сроки, чем установленные в соглашениях.
Оптимальный период действия авторских прав является важной частью общественного и научного дискурса. В 2009 году в работе Руфуса Поллока из Кембриджского университета был вычислен оптимальный период действия авторских прав на произведение через экономическую модель с эмпирически-оцениваемыми параметрами сроком в 15 лет, значительно более короткий, чем любой из действующих периодов действия авторских прав.